# Luckington Court
Luckington Court si trova a Luckington, villaggio e parrocchia civile nella contea del Wiltshire nel Sud Ovest dell'Inghilterra, Regno Unito. La sua costruzione risale al XVIII secolo e l'English Heritage lo considera un monumento classificato di seconda categoria.

## Storia

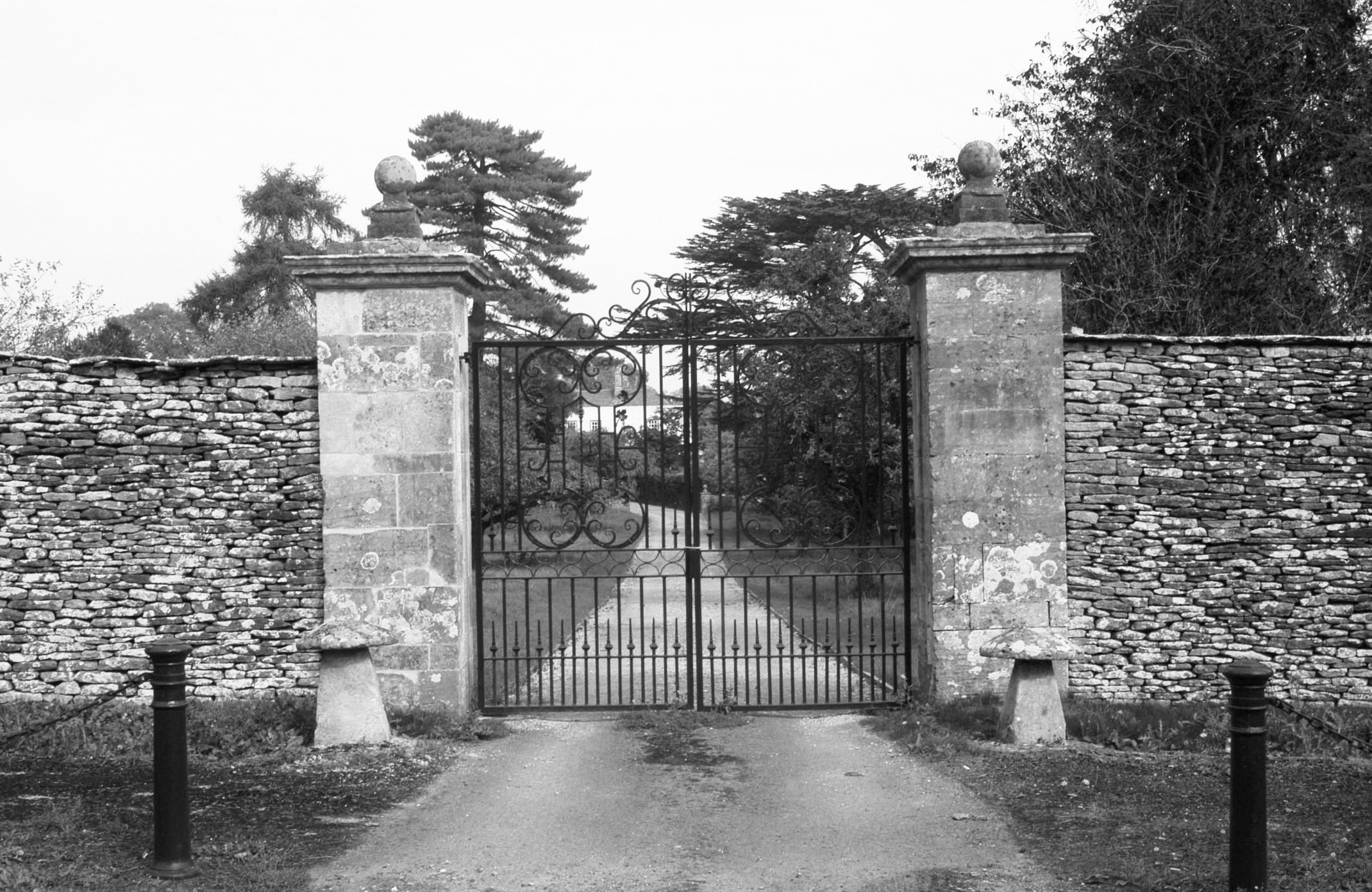
Cancello di accesso al parco di Luckington Court

Il palazzo, che si trova vicino alla chiesa parrocchiale di Luckington, risale al XVIII secolo. Venne costruit0 intorno per volontà di H. Fitzherbert sul sito di un precedente edificio del XVI secolo o forse di un maniero di proprietà di re Harold costruito prima del 1066. Venne restaurato nel 1921 da Easton & Robertson. La dimora storica è stata di proprietà della famiglia Fitzherbert dal XVII secolo all'inizio del XIX secolo.

## Descrizione

### Esterni
Il palazzo sorge nella parte orientale di Luckington, villaggio della contea del Wiltshire nel Sud Ovest dell'Inghilterra, Regno Unito. Si trova a breve distanza dalla chiesa di Santa Maria e Sant'Etelberto e fa parte di un complesso architettonico di particolare interesse. La struttura è in intonaco grezzo colorato su pietrisco. L'edificio si eleva su due piani con base ad L. La facciata dell'ala est ha cinque finestre per piano e il tetto è a padiglione, cimasa modanata per parapetto e urne angolari. La porta centrale è del 1921, in cornice di legno intagliato in stile Grinling Gibbons in un portico dorico romano semicircolare in pietra squadrata con due colonne e riscontri di pilastri. Sembra possibile che le porte e la cornice provengano da altre sedi. La facciata sud è simile, con quattro finestre, con camino di colmo e camino all'estremità occidentale. I vani delle finestre non sono distanziati uniformemente. I tetti sono rifiniti in ardesia e i camini in pietra squadrata. L'estremità nord della facciata est ha una finestra superiore a 18 vetri e un tettoia al piano terra del 1921 circa. A destra c'è l'ala di servizio del 1921 che corre verso nord.

### Interni
All'interno il camino della sala mostra modanatura a bolection. Due stanze sono rivestite in pannelli del 1700 sul lato sud con caminetti. Il camino nella stanza a sud-est apparentemente è ricavato da un'apertura precedente, forse dei primi anni del XVI secolo. La scala chiusa ha zoccolo e pannelli e balaustre tornite al pianerottolo. La scala a montanti e traversi della casa originale è interna e rimane la parte superiore della scala a chiocciola.

### Bene tutelato come edificio storico
L'English Heritage ha classificato dal 12 dicembre 1951 il palazzo tra gli edificio storico di seconda categoria col numero 1022373.

## Nella cultura di massa
Luckington Court e la vicina chiesa di Santa Maria e Sant'Etelberto sono state utilizzate per girare varie scene della serie TV della BBC del 1995 Orgoglio e pregiudizio.